# Rubeosaurus
Rubeosaurus là một chi khủng long, được McDonald & Horner mô tả khoa học năm 2010.